# GE Oil & Gas
GE Oil & Gas è stata una divisione della General Electric (GE) formata da 43 000 persone in tutto il mondo; il suo quartier generale era situato a Londra, Regno Unito.

## Storia
GE Oil & Gas è nata in seguito all'acquisizione da ENI della società Nuovo Pignone (1994); la produzione spazia dai sistemi di compressione per l'estrazione, il raffinamento e il trasporto di petrolio e gas; sistemi installati in tutto il mondo; dai singoli componenti come i compressori centrifughi, assiali e alternativi, le valvole (dall'acquisizione di Pignone Sud in Bari nel 1972), le pompe centrifughe, le turbine a vapore nonché turbine a gas heavy duty e aeroderivative, e climatizzatori. Il 31 ottobre 2016 General Electric annuncia una partnership tra il business GE Oil & Gas e Baker Hughes. I dettagli della trasformazione sono stati definiti nel 2017: dall'operazione è nato un gruppo da oltre 30 miliardi di dollari ed è stata creata la prima ed unica azienda "full-stream" del settore Oil & Gas. Il 3 luglio 2017 l'azienda è ufficialmente diventata una GE company cambiando il nome in BHGE. Nel settembre del 2019 la General Electric dismette la sua partecipazione azionaria di maggioranza scendendo al 38,4%. Ge Oil & Gas cessa di esistere e Baker Hughes diventa una compagnia indipendente dal gruppo GE.

## In Italia
Baker Hughes, con sede a Firenze, è il business più importante sia per la sua dimensione, sia perché è il quartier generale globale per il suo segmento di prodotto le Turbomacchine. Altri stabilimenti in Italia sono a Massa, Talamona, Bari, Vibo Valentia e Napoli.

## Competitori principali
I principali concorrenti di GE Oil&Gas sono:
- Siemens
- Mitsubishi Heavy Industries
- Cameron
- Ansaldo energia
- Rolls-Royce plc
- Dresser Rand